# Wej Kuo-čching
Wej Kuo-čching (čínsky pchin-jinem Wéi Guóqīng, znaky zjednodušené 韦国清, tradiční 韋國清; 2. září 1913 – 14. června 1989) byl čínský komunistický politik čuangské národnosti, v 60. letech předseda vlády čuangské autonomní oblasti Kuang-si a současně první tajemník kuangsijského oblastního výboru. Vládu nad Kuang-si si udržel i během kulturní revoluce až do roku 1975, kdy byl přeložen do sousední provincie Kuang-tung, kterou vedl v letech 1975–1978 jako první tajemník kuangtungského provinčního výboru a současně předseda kuangtungského revolučního výboru. Roku 1973 byl zvolen členem politbyra (do 1985), roku 1977 přešel do Pekingu jako náčelník Hlavní politické správy Čínské lidové osvobozenecké armády (1977–1982). Pracoval také v zastupitelských sborech jako  místopředseda celostátního výboru Čínského lidového politického poradního shromáždění (1965–1983) a místopředseda stálého výboru Všečínského shromáždění lidových zástupců (1975–1989).
Člen Komunistické strany Číny od roku 1931, kandidát (1956–1966) a člen (1966–1985) jejího ústředního výboru.

## Život
Wej Kuo-čching se narodil v okrese Tung-lan (dnes v prefektuře Che-čch’) v provincii Kuang-si v chudé čuangské rodině. V 16 letech (1929) vstoupil do Rudé armády. Účastnil se povstání v Paj-se (1929–1931, celkové vedení Teng Siao-pching) na západě Kuang-si, v tamní komunistické 7. armádě (velitel Čang Jün-i) povýšil až na velitele praporu. Koncem roku 1930 7. armáda přešla z Kuang-si do centrální sovětské oblasti v Ťiang-si, kde byla začleněna do 3. sboru čínské Rudé armády (velitel Pcheng Te-chuaj). V řadách 3. sboru se Wej účastnil bojů v Ťiang-si a Dlouhého pochodu. Po skončení Dlouhého pochodu a reorganizaci komunistických vojsk sloužil v 344. brigádě 115. divize (velitel Lin Piao) Osmé pochodové armády. 
Roku 1940 byl poslán na jih do střední Číny v 5. koloně Chuang Kche-čchenga, poté sloužil v Nové čtvrté armádě, velel brigádě, pak 4. divizi (1944), později třem kolonám (2., 10. a 12.) Severní ťiangsuské armády, v letech 1946–1949 se podílel na bojích s kuomintangskými armádami ve východní Číně. Počátkem roku 1949 byl zástupce komisaře 10. armády ve 3. polní armádě, později téhož roku už komisařem 10. armády. Konec občanské války armádu zastihl ve Fu-ťienu, který dobyla v srpnu–listopadu 1949. Koncem roku 1949 Wej převzal úřad starosty Fu-čou a zástupce komisaře Fučouského vojenského okruhu.
V letech 1950–1954 působil ve Vietnamu jako vedoucí skupiny čínských vojenských poradců při vietnamské armádě, podílel se na přípravě a plánování operací vietnamské armády. Roku 1954 byl zvolen poslancem Všečínského shromáždění lidových zástupců (znovu 1959 a 1964), stal se členem jeho stálého výboru a v letech 1954–1956 místopředsedou výboru pro národnosti státní rady. Při zavedení vojenských hodností roku 1955 byl jmenován generálplukovníkem. Roku 1956 ho delegáti VIII. sjezdu KS Číny zvolili kandidátem ústředního výboru.
Od počátku roku 1955 působil v Kuang-si, vykonával funkci předsedy tamní vlády (únor 1955 –	leden 1956 a únor 1958 – srpen 1968) a revolučního výboru (srpen 1968 –	říjen 1975) a tajemníka provinčního, resp. od roku 1958 oblastního výboru KS Číny (srpen 1955 – červen 1956, červenec 1961 – 1966 a leden 1967 – říjen 1975). Současně byl od ledna 1964 do roku 1975 komisařem kuangsijského vojenského obvodu a od listopadu 1966 do ledna 1980 komisařem Kuangčouského vojenského okruhu. 
Za kulturní revoluce byl terčem kritiky a pokusu o svržení, jako řada dalších provinčních tajemníků. S podporu Čou En-laje od března 1967 stanul v čele prozatímní vlády oblasti (v listopadu 1967 reorganizované v Přípravný revoluční výbor Kuang-si), jeho vládě/výboru se však nepodařilo udržet autoritu a moc v oblasti. Tu částečně přebírala revoluční masová hnutí, která se  od dubna 1967 postupně soustředila do dvou bloků, konzervativnějšího Společného velitelství (plným názvem Kuangsijské spojené velitelství proletářských revolucionářů) a radikálnější Frakce 22. dubna (plným názvem Kuangsijské revoluční akční velitelství 22. dubna). Frakce 22. dubna se těšila podpoře radikálních sil v Pekingu, Lin Piaa a skupiny pro kulturní revoluci; Wej Kuo-čchinga zase podporoval Čou En-laj (podpora různých sil v Kuang-si tak byla jedním z projevů soupeření pekingských politiků). Od konce roku 1967 soupeření mezi revolučními skupinami i představiteli starého režimu přerostlo v ozbrojené střety. Wej Kuo-čching z pozice komisaře kuangsijského vojenského obvodu použil místní vojenské jednotky k podpoře Společného velitelství, Frakci 22. dubna zase podpořily armádní jednotky (141. divize v Nan-ningu, hlavním městě oblasti, a některé další) poslouchající rozkazy z Pekingu. Po jejich stažení na jaře 1968 získala aliance velitelství s představiteli Wejova dosavadního režimu převahu. V létě 1968 Frakce 22. dubna reagovala útoky na železnice a vojenské sklady, podařilo se jí na několik týdnů paralyzovat dopravu v oblasti a zastavit tak dodávky vojenského materiálu do Vietnamu (bojujícího se Spojenými státy). To byl problém pro vedení země v Pekingu, které 3. července vydalo veřejné prohlášení o nepřípustnosti chaosu a zmatků, což koalice Weje a Společného velitelství využila k rozbití Frakce 22. dubna; v několikatýdenných tvrdých bojích byly na Frakci 22. dubna dobyty jí kontrolované části Nan-ningu a Kuej-linu (druhé největší město regionu). Za téměř rok bojů, v následných čistkách a popravách a během lokálního teroru na venkově proti „třídním nepřátelům“ (nezávislého na výše zmíněných bojích vojsk revolučních skupin a armády) zahynulo mnoho desítek tisíc, snad až přes sto tisíc, lidí. V Kuang-si tak měla kulturní revoluce výrazně násilnější průběh než v ostatních čínských regionech, v přepočtu na tisíc obyvatel v Kuang-si zahynulo snad až dvakrát více lidí (cca 4, v některých okresech až přes 10) než byl celočínský průměr (2,1). Po utišení bojů pak v srpnu 1968 mohl být ustaven revoluční výbor Kuang-si v čele s Wejem, který v následujících letech vládl v oblasti (od února 1971 část své moci ustoupil obnovenému oblastnímu výboru KS Číny, také v čele s Wej Kuo-čchingem). Wej Kuo-čching tak patřil k malému počtu regionálních tajemníků, kterým se podařilo udržet si moc nad provincií/oblastí i během kulturní revoluce.
Roku 1973 byl po X. sjezdu KS Číny ústředním výborem zvolen členem politbyra (znovuzvolen 1977 a 1982, rezignoval 1985). Roku 1975 byl přeložen z Kuang-si do čela sousední provincie Kuang-tung, kterou následující tři roky (od října 1975 do prosince 1978) vedl z pozice  prvního tajemníka kuangtungského provinčního výboru KS Číny a předsedy kuangtungského revolučního výboru.
Jako jeden ze spolehlivých stoupenců Teng Siao-pchinga byl roku 1977 povolán do Pekingu na pozici náčelníka Hlavní politické správy Čínské lidové osvobozenecké armády (do září 1982), od roku 1980 však zastával zřetelně konzervativnější pozice než Teng, když kritizoval přílišný úklon k „buržoazní liberalizaci“ a jemu podřízené armádní noviny útočily na nejmenované „některé politiky“ ve vedení strany, kteří v médiích „buržoazní liberalizaci“ ponechali volné pole. Odmítl přejít do Ústřední poradní komise Komunistické strany Číny, takže když v září 1985 rezignoval na posty v ÚV a politbyru, zůstala mu pouze funkce ve Všečínském shromáždění lidových zástupců.
Vykonával vysoké funkce v zastupitelských sborech jako místopředseda celostátního výboru Čínského lidového politického poradního shromáždění (1965–1983) a místopředseda stálého výboru Všečínského shromáždění lidových zástupců (1975–1989).